# Kowalik białoczelny
Kowalik białoczelny (Sitta arctica) – gatunek średniej wielkości ptaka z rodziny kowalików (Sittidae). Występuje w północno-wschodniej Rosji. Nie jest zagrożony wyginięciem.

## Taksonomia
Po raz pierwszy gatunek opisał Siergiej Buturlin w 1907 na łamach Псовая и ружейная охота. Holotyp pochodził z okolic Wierchojańska. Dwa okazy znajdują się w Muzeum Zoologicznym Uniwersytetu Moskiewskiego; jeden z nich jest lektotypem. Autor nadał nowemu gatunkowi nazwę Sitta arctica, podtrzymywaną obecnie (2020) przez Międzynarodowy Komitet Ornitologiczny. Klasyfikacja jest sporna. Niektórzy autorzy uznawali kowalika białoczelnego za podgatunek kowalika zwyczajnego (Sitta europaea). Podczas jednego badania nad mtDNA różnych taksonów w obrębie S. europaea okazało się, że S. (e.) arctica stanowił takson siostrzany wobec wszystkich innych podtaksonów S. europaea. Badacze wskazali potrzebę dalszych badań nad S. (e.) arctica.

## Morfologia
Wymiary przedstawia poniższa tabela. W nawiasie podano liczbę zbadanych osobników.
| Płeć | Długość ciała [mm] | Rozpiętość skrzydeł [mm] | Masa ciała [g]  | Długość skrzydła [mm] | Długość ogona [mm] | Długość skoku [mm] | Długość dzioba [mm] |
| ---- | ------------------ | ------------------------ | --------------- | --------------------- | ------------------ | ------------------ | ------------------- |
| ♂    | 140,9–153 (n=3)    | 255–259 (n=3)            | 17,2–23,5 (n=7) | 83,8–90 (n=13)        | 47,9–52,5 (n=14)   | 15,6–17,8 (n=14)   | 17–19,6 (n=13)      |
| ♀    | 144–155 (n=3)      | 250 (n=3)                | 19,7–22,1 (n=2) | 81,3–87,7 (n=7)       | 44,8–49 (n=7)      | 16,4–17,5 (n=7)    | 18,6–20,1 (n=6)     |

Większość upierzenia ma barwę szaroniebieską (ołowianą), ciemniejszą niż u wszystkich białobrzuchych kowalików zwyczajnych. Występuje ciemny pas po bokach głowy, węższy i krótszy w porównaniu do kowalików zwyczajnych. Jasna barwa czoła i paska nad ciemnym paskiem ocznym słabo zaznaczona lub nieobecna. Występują jasne końcówki pokryw skrzydłowych większych. Boki ciała kasztanowe, środek brzucha zawsze czysto biały. Spód skrzydeł jest ołowianoszary, co odróżnia kowaliki białoczelne od innych azjatyckich kowalików, u których ten ma barwę białawą lub jasnoszarą. Nie występuje dymorfizm płciowy przejawiający się w odmiennej barwie pokryw podogonowych u samców i samic; kowaliki białoczelne niezależnie od płci cechują pokrywy podogonowe koloru cynamonowego z jaśniejszymi plamkami na końcówkach. W porównaniu do pozostałych azjatyckich kowalików białoczelne są ogólnie większe, jednak mają przeciętnie krótsze skoki i palce. Inną różnicą jest stosunek długości tylnego palca do tylnego pazura – u przedstawicieli S. arctica są one mniej więcej równe, podczas gdy u kowalików zwyczajnych tylny pazur jest 2–3 mm dłuższy od tylnego palca. Do tego kowaliki białoczelne mają znacznie węższe dzioby w stosunku do kowalików zwyczajnych.

## Zasięg występowania i ekologia
Kowaliki białoczelne występują od obszaru centralnej i północno-wschodniej Syberii (około 105–106°E), dorzecza rzeki Jenisej i Jakucji po okolice Anadyru i górnego biegu Penżyny.
Brak jest badań, w których porównano by ekologię kowalików białoczelnych i kowalików zwyczajnych. Obserwowano pewną parę gnieżdżącą się w okolicach górnego Anadyru. Zalęgły się w starej dziupli dzięcioła dużego (Dendrocopos major), której wejście zwęziły gliną. 15 maja pary były już uformowane. Młode obserwowano 30 czerwca i 4 lipca.

## Status
IUCN w 2016 sklasyfikował kowalika białoczelnego jako gatunek najmniejszej troski (LC, Least Concern); wcześniej nie był klasyfikowany. Po wydzieleniu tego taksonu do osobnego gatunku liczebność populacji nie została oszacowana, ale jej trend oceniany jest jako stabilny.